# Československá ústřední rada železniční
Československá ústřední rada železniční byla v letech 1921–1949 ústředním poradním sborem Ministerstva železnic Československé republiky.

## Historie
Zřízení Československé ústřední rady železniční roku 1921 navázalo na Státní železniční radu, zřízenou již roku 1884 nařízením tehdejšího c. a k. ministerstva obchodu jakožto poradní orgán vedle řady dalších ústředních poradních sborů při nejvyšších orgánech státní správy. Rada zanikla roku 1949.

## Složení
Československá ústřední železniční rada se skládala ze šedesáti devíti členů a ze stejného počtu náhradníků. Členy i náhradníky jmenoval ministr železnic na pět let, a to tak, že každý člen měl svého určitého náhradníka. Z tohoto počtu členů a náhradníků jmenoval ministr železnic:
1. v dohodě s ministrem obchodu ze zástupců obchodních a průmyslových kruhů 25 členů a 25 náhradníků
2. v dohodě s ministrem financí ze zástupců finančních kruhů 4 členy a 4 náhradníky
3. v dohodě s ministrem veřejných prací ze zástupců technických oborů, tomuto ministerstvu podléhajících, 12 členů a 12 náhradníků
4. v dohodě s ministrem zemědělství ze zástupců zemědělských kruhů 16 členů a 16 náhradníků
5. samostatně podle volného uvážení 12 členů a 12 náhradníků

Členy Československé ústřední rady železniční mohli býti jmenováni pouze občané volitelní do obecního zastupitelstva.

## Působnost
Československá ústřední rada železniční byla zřízena, aby podávala ministerstvu železnic posudky a činila dotazy a návrhy o všeobecných věcech železničních, pokud se týkali obchodu, průmyslu, hornictví, živností, hospodářství polního i lesního a po dobu mimořádných poměrů i zásobování obyvatelstva, tak, aby v nich sloučila veškerá dobrozdání interesentů, zúčastněných na železničním provozu.
K posouzení Československé ústřední radě železniční se – vyjímaje případy vyžadující bezodkladného rozhodnutí – předkládalo:
1. všeobecná organisace železnic
2. základy jízdních řádů
3. zásady a směrnice pro tarifnictví československých drah
4. podstatné změny reglementárních ustanovení a všeobecných ustanovení tarifních, pokud se nevztahují pouze na přechodné a výjimečné poměry
5. program výstavby nových drah
6. dobrozdání k návrhům, o nichž jednali ředitelské rady železniční, aniž je mohly samy vyříditi v rámci své působnosti (§ 3, odst. 2., stanov při ředitelské rady železniční)

Z jednání Československé ústřední rady železniční byly vyloučeny - až na zmíněná dobrozdání, všechny věci, které byly povahy místní nebo náležely výlučně do pravomoci jednotlivých ředitelství.